# حديث مرفوع
الحديث المرفوع هو الحديث الذي نُسب متنه إلى رسول الله ﷺ، سواء كان قولا أو فعلا أو تقريرا أو صفة خُلُقية أو خلْقية،
والحديث المرفوع قد يكون سنده متصلا أو منقطعا، وقد يكون صحيحا أو ضعيفا، بحسب استيفائه لشروط قبول الحديث، والرفع والوقف والقطع من صفات المتن، والرفع في اللغة اسم مفعول من الفعل «رفع» ضد «وضع»، سُمي بذلك لنسبته إلى صاحب المقام الرفيع.

## الحديث المرفوع صراحة

### الحديث المرفوع القولي
هو الحديث الذي يَروي الكلام المنسوب قوله إلى النبي ﷺ
- مثله:

### الحديث المرفوع الفعلي
هو الحديث الذي يَروي الأفعال المنسوبة إلى النبي ﷺ وسلوكياته، أو يَروي أحد أحواله
- مثله:

- ومثله:

### الحديث المرفوع التقريري
التقرير هو إقرار النبي ﷺ بالموافقة على قول أو فعل صدر من غيره، كأن يفعل الصحابي شيئا أمام النبي ﷺ، فيسكت النبي ﷺ عنه، أو يضحك، أو يقول «صدق فلان».
- مثله:

- ومثله:

### الحديث المرفوع الوصفي
هو الحديث الذي يصف خُلُق النبي ﷺ أو شكله الخلْقي

#### وصف خُلُق النبيﷺ
- مثله:

- ومثله:

- ومثله:

#### وصف شكل النبيﷺ
- مثله:

- ومثله:

- ومثله:

- ومثله: حديث أم معبد الطويل في وصف شكل النبي ﷺ.

## الحديث المرفوع حُكما

### كل خبر من الصحابي فيه قرينة دلت على تلقيه من النبي
يُعد من الحديث المرفوع حكما كل ما أَخبَر به أحد الصحابة ووُجد فيه قرينة تدل على تلقيه هذا الخبر من النبي ﷺ، كأن يكون الخبر لا يُمكن معرفته إلا بالوحي، أو خبر لا يُعرف بالاجتهاد والرأي، وأن لا يكون من الإسرائيليات فيما يختص بأخبار أهل الكتاب، لأن بعض الصحابة قد عُرف بالتحديث عن أهل الكتاب منهم عبد الله بن عمرو بن العاص الذي كان قد حصل في معركة اليرموك على كتب كثيرة من أهل الكتاب، فكان يُحدث بما فيها، وأبو هريرة، وغيرهم من الصحابة الذين نزلوا بالشام، وقد يصعب أحيانا التثبت إن كان الصحابي روى الخبر عن أهل الكتاب، أو رواه عن رسول الله ﷺ، وهو ما يستلزم التحري في سياق الخبر عن قرينة تدل على ضعف احتمال أن يكون الخبر مروي عن أهل الكتاب.
- مثله:

فأبو سعيد ليس معروفا بالتحديث بالإسرائيليات، وخبره متعلق بسورة من القرآن الذي لم يكن موجودا قبل النبي ﷺ، وذكر فيه البيت العتيق وليس لأهل الكتاب شأن في هذا.
- ومثله:

فقوله هذا لا يُعلم إلا بالوحي.
- ومثله:

فحُكْم الصحابي على شيء بأنه معصية بالجزم والتأكيد لا يمكن إلا إن كان أخذه عن النبي ﷺ.
ومما يجب أن يُحتاط فيه من هذه الصورة ما يقوله الصحابي من إثبات تحليل أو تحريم، فإن الصحابة كانوا يفتون الناس في الحلال والحرام، وكما وسع من بعدهم من العلماء أن يحلوا ويحرموا باجتهادهم فيما لا نص فيه، فعلماء الصحابة هم سادة المجتهدين لهذه الأمة، وقد سبقوا إلى أن قالوا باجتهادهم فأحلوا وحرموا، واختلفوا في المسائل بسبب ذلك.

### ألفاظ الصحابة التي تفيد علم النبي بما يفعلونه
كذلك من الحديث المرفوع حكما كل حديث ورد به ألفاظ مثل «أُمِرنا بكذا» و«نُهِينا عن كذا» و«كنا على عهد رسول الله ﷺ نفعل كذا» و«كنا نقول كذا ورسول الله ﷺ فينا» و«من السنة كذا» وغيرها من الألفاظ التي تفيد علم النبي ﷺ بفعل الصحابة، وذلك بناء على أن حكايه الصحابي إنما هي على سبيل بيان شرائع الدين، والتبليغ عن النبي ﷺ.
- مثله:

- ومثله:

- ومثله:

- ومثله:

- ومثله:

- ومثله:

أما إذا حكى الصحابي أمرا شائعا ونسبه إلى عامة الصحابة، كأن يقول: «كانوا يفعلون كذا» ولم يذكر فيه اطلاع النبي ﷺ أو إقراره لفعلهم، أو ما يدل على إرادة زمانه فهو موقوف.
- مثل أفعال الصحابة التي لم يطلع عليها النبي:

فهذا حاصل في زمن النبي ﷺ لكن لم يُذكر فيه أن النبي ﷺ اطلع على ذلك أو أقره، وقد استدل بهذا الحديث طائفة من أهل العلم على صحة إمامة الصبي.
- مثل أفعال الصحابة في غير زمان النبي:

### ألفاظ الصحابة التي تفيد رفع الحديث إلى النبي
استخدام ألفاظ تفيد تلقي الحديث من النبي مثل «يرفعه» و«يبلغ به» و«ينميه» و«رِواية» و«مرفوعا» وما في معناه، دون ذكر النبي ﷺ
- مثله:

- ومثله:

## وصلات خارجية
- كتب الحديث في موقع الإسلام
- مكتبة مشكاة
- مكتبة صيد الفوائد
- لمحة عن تاريخ علم الحديث من إسلام أونلاين
- مكتبة الحديث النبوي الشريف
- الإحكام في الأحكام

## هوامش
- 1 بَيْنَا ظرف زمان مبني على السكون
- 2 ضليع الفم: عظيم الفم، أشكل العين: طويل شق العين، منهوس العقب: قليل لحم العقب.
- 3 العزل إحدى طرق منع الحمل القديمة